# Nova Airways
Nova Airways, anteriormente denominada Nova Airlines de 2006 a 2011, es una aerolínea de pasajeros con sede en Jartum, Sudán.

## Destinos
| País  | Destinos     | Aeropuertos                              |
| ----- | ------------ | ---------------------------------------- |
| Sudán | Dongola      | Aeropuerto de Dongola                    |
| Sudán | El-Fasher    | Aeropuerto de El Fasher                  |
| Sudán | Jartum       | Aeropuerto Internacional de Jartum (HUB) |
| Sudán | Merowe       | Aeropuerto de Merowe                     |
| Sudán | Nyala        | Aeropuerto de Nyala                      |
| Sudán | Puerto Sudán | Aeropuerto Internacional de Puerto Sudán |

## Flota
| Aeronaves            | En servicio | Pedidos | Pasajeros (clase única)                           | Matrículas                                        | Antigüedad                                        |
| -------------------- | ----------- | ------- | ------------------------------------------------- | ------------------------------------------------- | ------------------------------------------------- |
| Bombardier CRJ-200ER | 1           | —       | 50                                                | ST-NVC                                            | 22,4 años                                         |
| Total                | 1           | —       | Edad media de la flota (enero de 2025): 22,4 años | Edad media de la flota (enero de 2025): 22,4 años | Edad media de la flota (enero de 2025): 22,4 años |

### Flota histórica
| Aeronaves          | Total | Introducido | Retirado | Matrículas |
| ------------------ | ----- | ----------- | -------- | ---------- |
| Boeing 737-200     | 1     | 2007        | 2008     | ST-SDB     |
| Boeing 737-500     | 1     | 2012        | 2018     | ST-NVG     |
| Bombardier CRJ-100 | 1     | 2013        | 2015     | ST-NVF     |
| Fokker 50          | 1     | 2007        | 2010     | ST-NVA     |